# Eduardo Geada
Eduardo Manuel Carvalho Fernandes Geada  (Lisboa, 21 de Maio de 1945) é um cineasta português, professor e ensaísta em matérias de cinema.

## Biografia
Eduardo Geada licenciou-se em Estudos Anglo-Americanos, pela Faculdade de Letras da Universidade de Lisboa (1976), e despertou para o cinema através do movimento cineclubista. Em 1978, como bolseiro da Fundação Calouste Gulbenkian, conclui na Slade School of Fine Art (London College University) um pós-graduação em Film Studies. Mais tarde terminou o mestrado em Comunicação Social da Universidade Nova de Lisboa, com uma tese intitulada O Cinema Espectáculo (1985) e doutorou-se em História dos Media, com a tese Os Mundos do Cinema: modelos dramáticos e narrativos no período clássico (1997). Durante a sua carreira foi professor da Escola Superior de Teatro e Cinema (1978-2004) e na Escola Superior de Comunicação Social (2003-2004), ambas em Lisboa. Foi ainda professor convidado na Universidade de Berkeley (2007-2008).
Entre 1968 e 1976 desenvolveu uma intensa actividade como crítico de cinema em diversas publicações - Seara Nova, Vértice, Vida Mundial, A Capital, República e Expresso. Colaborou na revista Arte Opinião  (1978-1982). Na rádio foi autor e apresentador do programa Moviola (1985/86), na Antena 1, dedicado à música de cinema.
De 1997 a 2002 ocupou o cargo de administrador-delegado da Fundação CulturSintra, na Quinta da Regaleira.
Como realizador tem dividido a sua actividade entre o cinema e a televisão. O seu primeiro filme, Sofia ou a Educação Sexual (1973), foi um dos últimos a serem proíbidos pela censura, vindo a estrear só após a Revolução dos Cravos. Com a participação de nomes de vulto da cultura portuguesa, como David Mourão-Ferreira, Jorge Peixinho ou Eduardo Prado Coelho, e a assistência de realização dum outro reputado crítico de cinema, João Lopes, o filme criaria expectativas a que a obra futura do cineasta não corresponderia totalmente.
Imediatamente após a revolução, dedica-se a trabalhos com uma vertente sociológica própria da época. Os documentários Lisboa, o Direito à Cidade, A Revolução Está na Ordem do Dia e Temos Festa, feitos para televisão, não enjeitavam a influência marxista, comum a outras produções desse período que constituem hoje documentos históricos de inegável valor. O mesmo se aplica ao trabalho colectivo As Armas e o Povo (1975), de que foi um dos realizadores e que ilustra a semana que decorreu entre o dia da Revolução e o primeiro 1º de Maio celebrado em liberdade, reflectindo também sobre os quarenta e oito anos que mediaram entre  a Revolução de 28 de Maio de 1926 e a queda do Marcelismo.
O Funeral do Patrão (1975), com base numa peça do dramaturgo italiano Dario Fo, e A Santa Aliança (1977), com argumento do próprio Geada, assumem o carácter algo panfletário dalguma produção pós-revolução. "A Santa Aliança", seleccionado para a Quinzena dos Realizadores do Festivel de Cannes, permanece um dos filmes mais lúcidos e estimulantes sobre o período do pós 25 de Abril.
Inicia a década de 1980 com trabalhos válidos feitos para televisão a partir de obras e figuras da literatura portuguesa: Mariana Alcoforado (1980), com base nas cartas atribuídas a Sóror Mariana Alcoforado, religiosa do Convento de Beja, no século XVII, e a série Lisboa: Sociedade Anónima (1982-1983), com os filmes O Banqueiro Anarquista (sobre texto homónimo de Fernando Pessoa), O Homem que não Sabe Escrever (textos de Almada Negreiros e o ambiente conducente à Revolução de 28 de Maio de 1926, A Impossível Evasão (sobre Urbano Tavares Rodrigues), Uma Viagem na nossa Terra (a partir de José Rodrigues Miguéis) e O Ritual dos Pequenos Vampiros (sobre José Cardoso Pires).
Regressa à longa-metragem em 1983 com Saudades para D. Genciana, a partir de quatro histórias de José Rodrigues Miguéis. Volta a trabalhar para a televisão com A Forma das Coisas (1986), Uma Aventura em Lisboa (1989) e Retratos da Madeira (1990).
A sua última longa-metragem, Passagem por Lisboa, data de 1993 e é uma homenagem à memória do cinema (o filme é, aliás, dedicado a Félix Ribeiro e Luís de Pina, dois pilares da Cinemateca Portuguesa, falecidos anos antes), com uma curiosa mistura entre ficção e realidade, ao revisitar a Lisboa do início da década de 1940 e a presença em solo nacional de nomes célebres como Pola Negri, Leslie Howard, o Duque de Windsor, Primo de Rivera e, supostamente, Victor Laszlo (de Casablanca).

## Vida pessoal
Antes do 25 de Abril, depois de se separar de Camilo Oliveira, Io Appolloni teve um longo relacionamento com Eduardo Geada, à época jornalista. Segundo ela, Eduardo foi "um intelectual que me abriu horizontes, sobretudo para as questões políticas".

## Filmografia
- 1973: Sofia ou a Educação Sexual
- 1974: Lisboa, o direito à cidade
- 1975: As Armas e o Povo (colectivo)
- 1975: O Funeral do Patrão
- 1976: A Santa Aliança
- 1978: Temos Festa (série TV)
- 1980: Mariana Alcoforado
- 1981: O Banqueiro Anarquista
- 1983: Impossível Evasão
- 1983: Pôr do Sol no Areeiro
- 1983: O Homem Que Não Sabe Escrever
- 1984: Ritual dos Pequenos Vampiros
- 1985: Saudades para Dona Genciana
- 1989: Uma Aventura em Lisboa
- 1990: Retratos da Madeira
- 1993: Passagem por Lisboa

## Livros publicados
- O Imperialismo e o Fascismo no Cinema (Moraes Editores, 1977)
- Cinema e Transfiguração (Livros Horizonte, 1978)
- O Poder do Cinema (Livros Horizonte, 1985)
- Estéticas do Cinema - organização (Publicações Dom Quixote, 1986)
- O Cinema Espectáculo (Edições 70, 1987)
- Os Mundos do Cinema (Editorial Notícias, 1998)